# Høyjordfløjen
Høyjordfløjen er en forgyldt skibsfløj somdateres til omkring år 1250. Fløjen var tidligere placeret i toppen af spiret på Høyjord stavkirke i Sandefjord kommune. Den inngår som én av fire bevarte middelalderske vindfløyer i Norge.
Høyjordfløjen er af typen flaug og har sandsynligvis siddet på toppen af mast på et skib, der har indgået i ledingsflåden. Fløjen er rigt dekoreret med gennembrudte detaljer. En heraldisk løve er flettet ind i ranker, og langs den buede forkant en liljeformet kant af cirkulære medaljoner som fortsætter op til et dragehovedet som danner toppen af fløjen. Selve dragehovedet minder myget om tilsvarende dyrehoveder fundet i Lom stavkirke.